# Planche à laver (laverie)

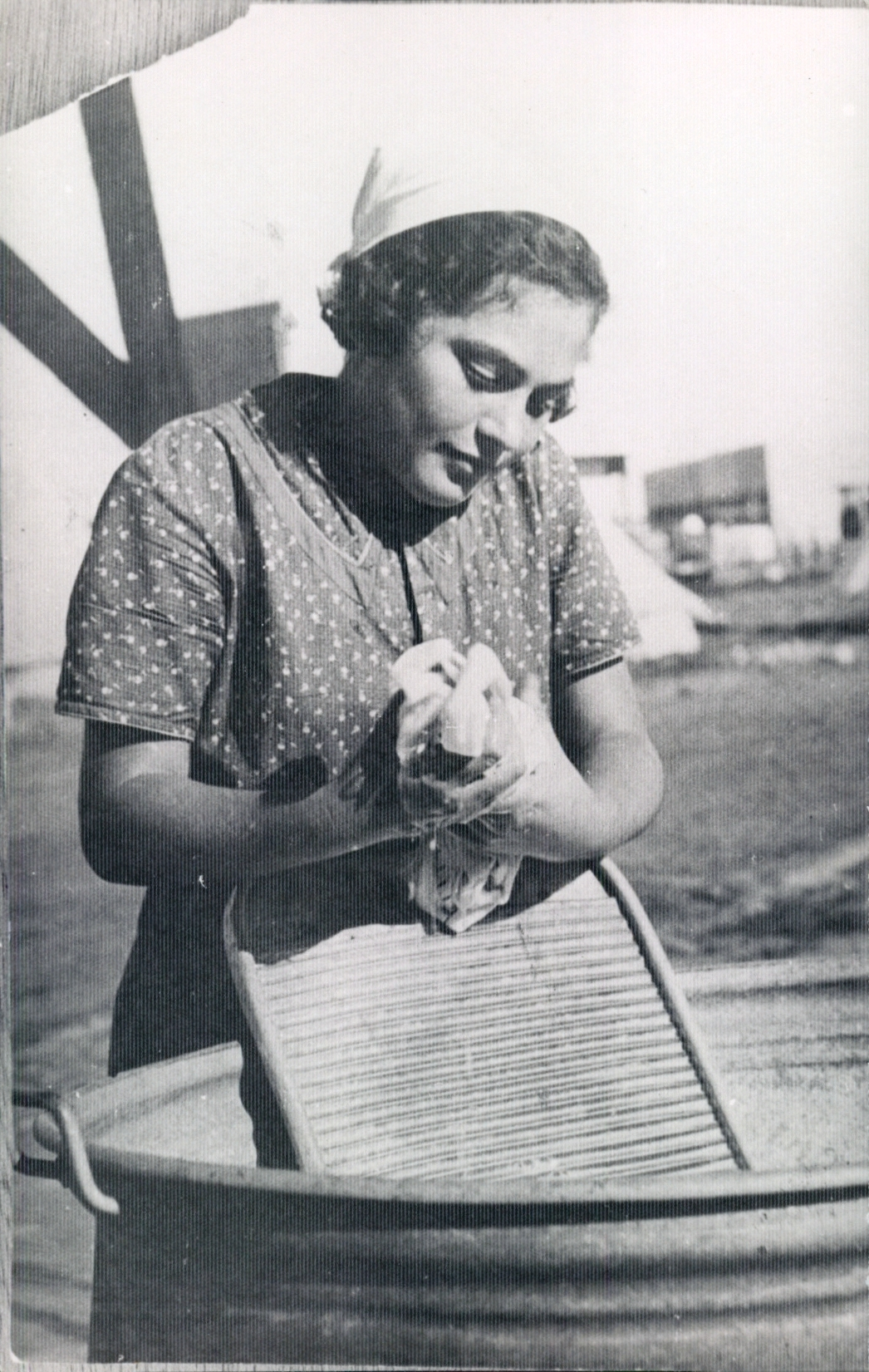
Femme dans un kibboutz utilisant une planche à laver pour faire la lessive.

Une planche à laver est un outil conçu pour le lavage des vêtements. Avec le nettoyage mécanique des vêtements, devenant plus courant à la fin du XXe siècle, la planche à laver est devenu mieux connue pour son utilisation secondaire en tant qu'instrument de musique.

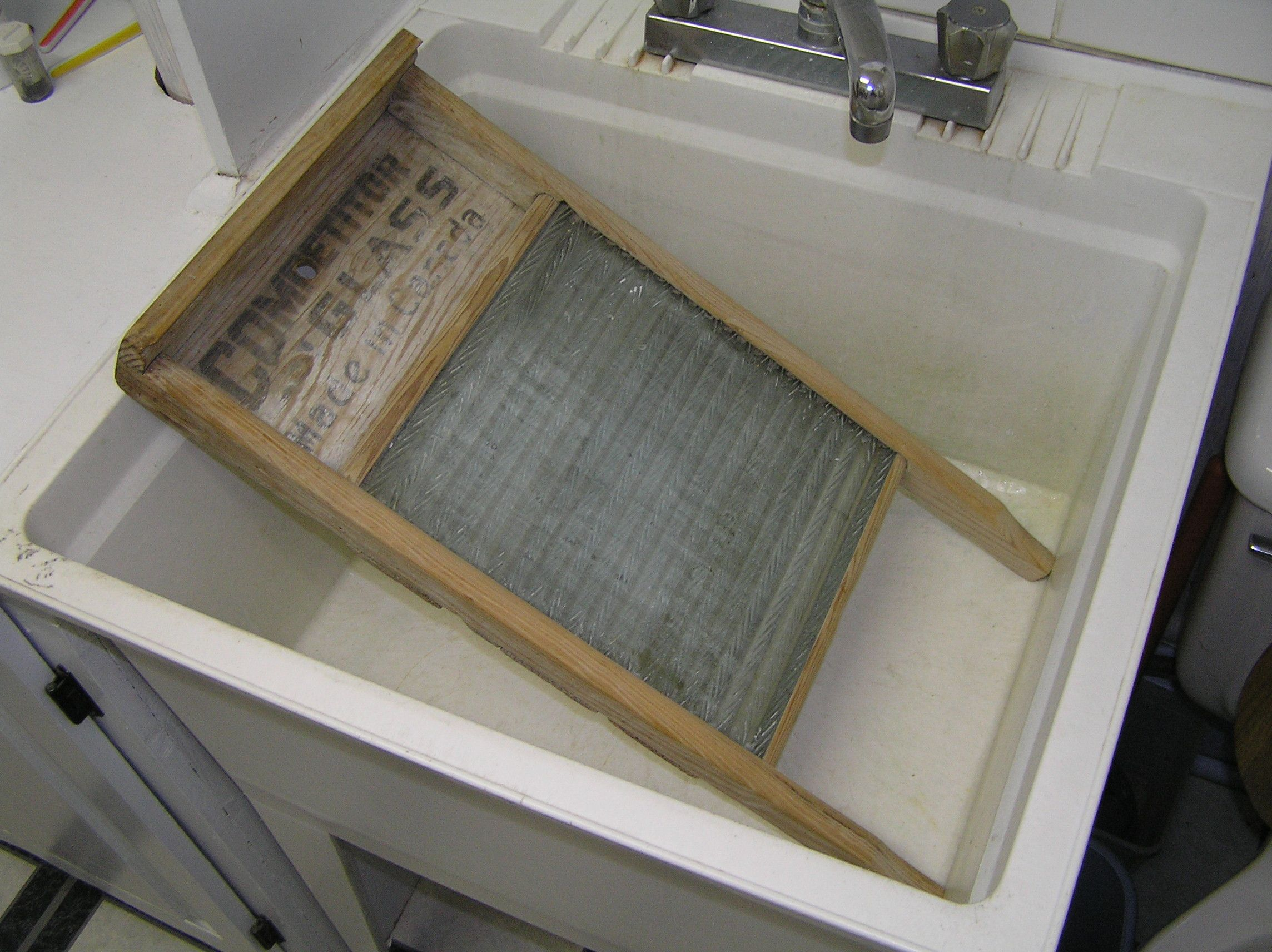
Une planche à laver en verre

La planche à laver traditionnelle est généralement construite avec un cadre en bois rectangulaire dans lequel sont montés une série de crêtes ou d'ondulations, sur lesquelles les vêtements sont frottés. Pour les planches à laver du XIXe siècle, les crêtes étaient souvent en bois ; au XXe siècle, les crêtes de métal étaient plus communes. Une planche à laver métallique «cannelée» a été brevetée aux États-Unis par Stephen Rust en 1833. Les planches à laver en zinc ont été fabriquées aux États-Unis à partir du milieu du XIXe siècle. À la fin du XXe et au début du XXIe siècle, les crêtes d'acier galvanisé sont les plus courantes, mais certaines planches modernes sont faites de verre. Les planches à laver avec des crêtes en laiton sont toujours fabriquées.
De nombreuses parties du monde utilisent encore des planches à laver pour laver les vêtements. Les vêtements sont trempés dans de l'eau chaude savonneuse dans une cuve ou un évier, puis pressés et frottés contre la surface striée de la planche à laver pour forcer le liquide de nettoyage à travers le tissu et enlever la saleté. Des planches à laver peuvent également être utilisées pour le lavage dans une rivière, avec ou sans savon. Ensuite, les vêtements sont rincés. Le frottement a un effet similaire à celui de battre les vêtements et le linge de maison sur les rochers, une méthode ancienne, mais moins abrasive. Le personnel militaire utilise souvent des planches à laver pour faire sa lessive lorsqu'il n'y a pas de buanderie locale.
Certains auteurs ont affirmé que l'utilisation d'une planche à laver était supérieure à l'utilisation de machines à laver plus vieilles, parce qu'elles économisent l'eau et les coûts de chauffage, et ne sont pas si agressives pour les vêtements. Les machines à laver modernes sont beaucoup plus efficaces, en particulier pour leur consommation d'eau, et donc le chauffage nécessaire.

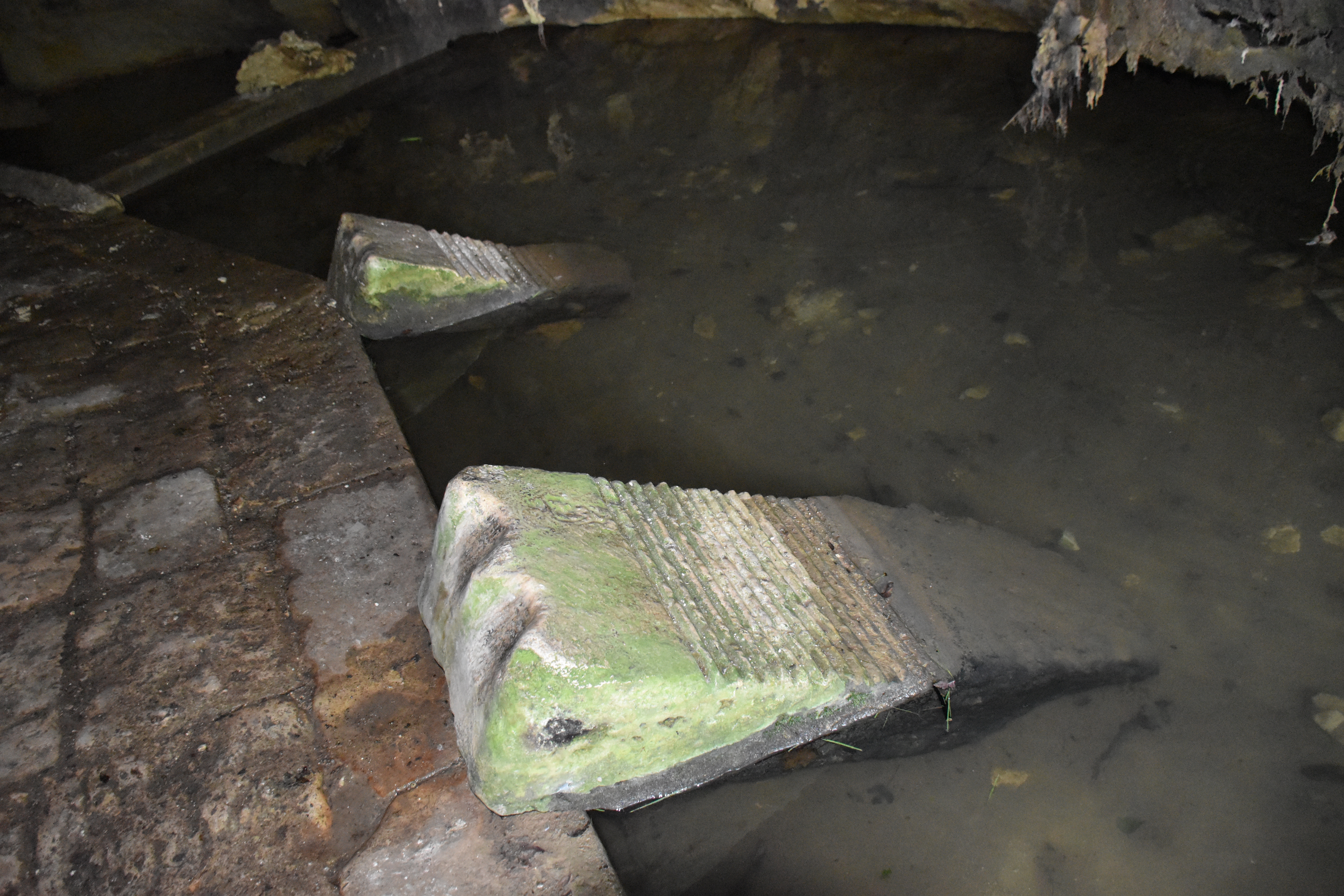
Planche à laver en pierre avec marques pour poser les genoux des lavandières. (Saint-Sulpice-d'Eymet - Dordogne)